# 明天君
明天君（めいてんくん、MEITENKUN）は、SNKおよびSNKプレイモアの対戦型格闘ゲーム『ザ・キング・オブ・ファイターズ』シリーズに登場する架空の人物。担当声優は劉セイラ。

## キャラクター設定
いつも眠そうにしている白髪の少年で、常に枕を抱えている。シュンエイとともにタン・フー・ルーのもとで修行に励む。性格は温厚で仲間思い。
格闘スタイルはタンから命名された「八極眠眠拳」。タンの秘密兵器と称されるほど膨大な気を秘める。
『ザ・キング・オブ・ファイターズ』（以下『KOF』と表記）の第14作目である『KOF XIV』（以下『XIV』と表記）では、シュンエイとタンとチームを組んで初出場する。
『KOF XV』（以下『XV』と表記）ではタンの代わりに二階堂紅丸を加えた3人で、「ヒーローチーム」を結成している。

## 技の解説

### 特殊技
寝相乱撃（ねぞうらんげき）
前方に背を向けて寝転がりながら蹴りを出す。

### 必殺技
枕投げ（まくらなげ）
抱えている枕に気をまとわせて投げる。弱は前方、強は斜め上に投げる。
箭疾衝（せんしっしょう）
拳を突き出して前進した後、追加入力で飛ばない気を放つ。
撃放（げきほう）
枕を頭上に掲げた後、気を放つ。
烈千脚（れっせんきゃく）
空中で連続蹴りを出しながら降下する。

### 超必殺技
超撃放（ちょうげきほう）
真上に飛び上がった後、空中で手足を広げて気を放出する。
白昼夢双（はくちゅうむそう）
眠りながら気を纏った打撃を繰り出す乱舞攻撃。

### CLIMAX超必殺技
大明天砲（だいめんてんほう）
『XIV』のCLIMAX超必殺技。ヘッドスライディング後に枕を振り上げ、相手にヒットさせて空中に打ち上げた後、枕を手放して両手で気を打ち込む。
醒覚・明天暁舞
『XV』のCLIMAX超必殺技。

## 背景
『XIV』プロデューサーの小田泰之はGAME Watchとのインタビューの中で、明天君は、常に新しいものや、驚きをもたらすものを探すうちに思いついたキャラクターであることを明かしている。このキャラクターはグラフィックがドット絵から3DCGになったことで様々な表現が実現できたことの一環であるものの、デザインが出来上がった際は不安しかなかったと小田は振り返っている。

## 関連人物
- シュンエイ - 同門にして親友
- タン・フー・ルー - 師匠、『XIV』でのチームメイト、『餓狼伝説』のキャラクター
- テリー・ボガード - 兄弟子、『餓狼伝説』のキャラクター
- アンディ・ボガード - 兄弟子、『餓狼伝説』のキャラクター
- 二階堂紅丸 - 『XV』でのチームメイト